# Galopul lui Gish
„Galopul lui Gish” este o tehnică folosită în timpul dezbaterilor care se centrează pe a copleși adversarul cu cât mai multe argumente cu putință, fără a ține seama de corectitudinea lor sau de puterea lor de convingere.
Termenul a fost inventat de Eugenie C. Scott și numit după creaționistul Duane T. Gish, care a folosit tehnica în mod frecvent contra adversarilor săi cu care dezbătea pe tema evoluției.

## Tehnica și contra-măsurile
În cursul unui galop al lui Gish, un participant la dezbatere își confruntă oponentul cu o serie rapidă de multe argumente specioase, jumătăți de adevăruri și aserțiuni false într-un timp foarte scurt, ceea ce face ca oponentului să îi fie imposibil să le respingă pe toate în cadrul unei dezbateri formale. În practică, fiecare aserțiune enunțată de un „galopant al lui Gish” necesită un timp considerabil mai mare pentru a fi respinsă sau verificată factual decât pentru a fi enunțată. Tehnica aceasta răpește timpul oponentului și poate arunca dubii a competenței sale de a dezbate în fața unui public nefamiliarizat cu această tehnică, în special dacă nu există o verificare independentă a faptelor sau dacă publicul are doar o cunoaștere limitată asupra subiectului discutat. 
În general, este mai dificil de folosit un galop al lui Gish într-o dezbatere structurată decât în una liberă. Dacă un participant la dezbatere este la curent că adversarul a folosit des galopuri ale lui Gish, tehnica poate fi contracarată prin a respinge dinainte și a denunța argumentele bine-cunoscute ale acelui oponent, înainte ca el să aibă posibilitatea de a lansa un galop al lui Gish.